# Jesus exorcizando a filha da canaanita

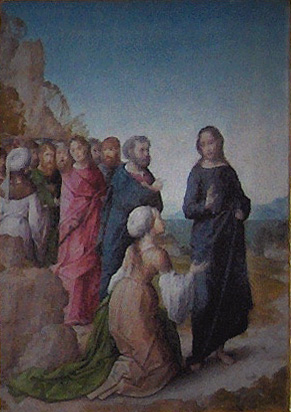
Jesus e a mulher canaanita.
1496-1504. Parte do políptico de Isabel de Castela, por Juan de Flandes, atualmente no Palácio Real de Madrid.

Jesus exorcizando a filha da canaanita é um dos milagres de Jesus relatado em Mateus 15:21–28 e Marcos 7:24–30. De acordo com os evangelhos, neste milagre Jesus exorcizou a filha de uma canaanita (ou fenícia) na região de Tiro e Sidom.

## Narrativa bíblica
Segundo Mateus:
| “ | «Tendo saído Jesus dali, retirou-se para os lados de Tiro e de Sidom. Uma mulher cananéia, que tinha vindo daquelas regiões, clamava: Senhor, filho de Davi, tem compaixão de mim! Minha filha está horrivelmente endemoninhada. Todavia ele não lhe respondeu palavra. Chegando seus discípulos, rogaram-lhe: Despede-a, porque vem clamando atrás de nós. Mas Jesus respondeu: Não fui enviado senão às ovelhas perdidas da casa de Israel. Contudo ela, aproximando-se, o adorou, dizendo: Senhor, socorre-me! Ele respondeu: Não é bom tomar o pão dos filhos e lançá-lo aos cachorrinhos. Ela, porém, replicou: Assim é, Senhor; mas até os cachorrinhos comem das migalhas que caem da mesa de seus donos. Então lhe disse Jesus: Ó mulher, grande é a tua fé! Faça-se contigo como queres. E desde aquela hora sua filha ficou sã.» (Mateus 15:21–28) | ” |

Este episódio é um exemplo de como Jesus enfatizava o valor da fé, um tema que já aparecera quando Jesus curou o servo do centurião.